# Biotit
Biotit (neboli tmavá slída) je minerál ze skupiny fylosilikátů typický svojí tmavou barvou (černá, hnědá, červenohnědá, zelená, ale velmi vzácně i bezbarvá). Má vynikající štěpnost podle plochy (001) na kterých je až průhledný. Minerál se štípe v lupenech, které jsou pak elastické a dají se při mechanickém tlaku ohýbat. Biotit je jedním ze základních horninotvorných minerálů, který se velmi běžně vyskytuje ve většině hornin. Nejčastějšími příměsmi jsou titan a sodík.

## Vznik
Biotit vzniká převážně krystalizací z magmatu u vyvřelých hornin (žuly, pegmatity, granodioritů, minet atd.), či metamorfózou jílovitých minerálů. Krystalizuje do pravidelných pseudohexagonálních tabulek.

## Výskyt
Vyskytuje se především v magmatitech (např. v granitech, granodioritech, dioritech, syenitech a trachytech) a v metamorfovaných horninách (svorech a rulách). V podobě velkých tabulek se nachází v pegmatitech. V sedimentárních horninách je přítomen jen výjimečně, neboť není odolný vůči zvětrávání.

## Vlastnosti
- Fyzikální – Lupínky a pseudohexagonální tabulky mají perfektní štěpnost podle báze.
- Chemické – Biotit je často přeměňován pomocí chloritizace na chlorit.
- Optické – Biotit je dvojosý minerál, který se ale opticky chová jako minerál téměř jednoosý, jelikož úhel optických os je velmi malý. Při pozorování biotitu pozorujeme silně se projevující pleochroismus podle osy x (tzn. napříč štěpností), která je typicky slámově žlutá (případně až hnědožlutá), podle y a z (ve směru bazální štěpnosti, oba dva směry jsou si rovnocenné) má barvu hnědou až rezavou, červenohnědou až temně hnědou. Dvojlom je střední až vysoký v rozmezí od 0,030 až 0,080. Interferenční barvy mohou být maskovány a nemusí se na první pohled objevit. Mají intenzivní barvu. Blízko polohy zhásnutí se řezy projevují jako poseté jemnými šupinkami, což je způsobeno při přípravě výbrusu.

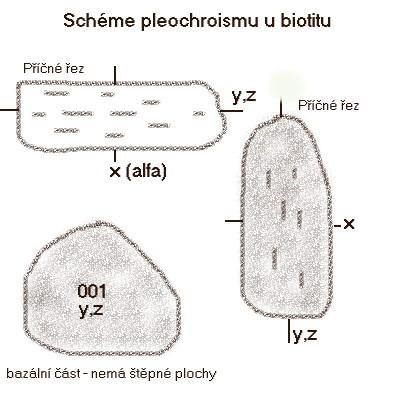
Náčrtek pleochroismu u biotitu

## Získávání
Minerál se získává těžbou v dolech.

## Využití
Biotit se využívá jako izolační a žáruvzdorný materiál. Je to dobrý tepelný a elektrický izolant, což se využívá ve velkém množství průmyslových odvětví. Vyjma těchto dvou vlastností se využívá jako plnivo barev, součást speciálních cementů, omítek, při výrobě elektroporcelánu.

## Naleziště
Svět
- Švédsko
- Kanada
- Brazílie
- Grónsko

ČR
- Kostomlaty
- Lukov
- Paškapole u Bořislavi

## „Kočičí zlato“
Zvětráváním biotit ztrácí část železa a hořčíku a šupinky slídy zvětráváním získávají zlatožlutou barvu. Bývá pak někdy označován (podobně jako pyrit) jako tzv. „kočičí zlato“, které je nápadné svou barvou a třpytem obzvláště na dně potoků, protékajících územím s výskytem hornin obsahujících biotit. Svým složením „kočičí zlato“ odpovídá minerálu zvanému hydrobiotit.